# Nova Siri
Nova Siri ist eine Gemeinde in der Provinz Matera in der italienischen Region Basilikata.
In Nova Siri leben 6810 Einwohner (Stand am 31. Dezember 2023). Der Ort liegt 87 km südlich von Matera. Die Nachbargemeinden sind Canna (CS), Nocara (CS), Rocca Imperiale (CS), Rotondella und Valsinni.
Die Geschichte der Stadt reicht bis in die Antike zurück.
Der Ortsteil Marina di Nova Siri ist touristisch erschlossen.